# カレル・コデシュカ
カレル・コデシュカ（Karel Kodejška、1947年3月20日 - ）は、チェコスロバキアボヘミア地方Lomnice nad Popelkou（現在のチェコ共和国リベレツ州セミリ郡）出身の元スキージャンプ選手。1960年代末から1970年代にかけてチェコスロバキア代表として活躍した。

## プロフィール
1972年の札幌オリンピックに出場、70m級で7位となった。
翌1973年のスキーフライング世界選手権（西ドイツ、オーベルストドルフ）で3位入賞、1974年ノルディックスキー世界選手権の70m級では6位となった。
1974-1975シーズンのスキージャンプ週間では自己最高の総合4位、同年のスキーフライング世界選手権（オーストリア、バート・ミッテルンドルフ）では優勝した。
これらの功績により1975年のチェコスロバキアスポーツピープル・オブ・ザ・イヤーを受賞した。
1976年のインスブルックオリンピックにも出場、70m級18位、90m級31位の成績を残した。